# 张祥 (1965年)
张祥（1965年—），安徽无为人，享受国务院特殊津贴专家，上海交通大学教授。

## 生平
1988年本科毕业于安徽师范大学数学系，1991年于安徽师范大学获硕士学位并留校任教。1997年于南京大学获博士学位，师从叶彦谦和罗定军教授。1997年至2001，在南京师范大学任教。2001年入职上海交通大学。曾在西班牙巴塞罗那数学研究中心和美国佐治亚理工学院访问研究。现任上海交通大学特聘教授、博士生导师。

## 学术贡献
主要从事常微分方程与动力系统、奇异摄动理论等研究工作。主持国家自然科学基金项目、国家重点研发计划项目子课题等项目多项，发表论文60余篇。入选上海市曙光计划、上海市浦江计划、教育部新世纪优秀人才支持计划。研究成果获教育部提名国家科学技术进步奖自然科学奖一等奖和上海市自然科学奖二等奖。2018年，入选欧洲科学与艺术院院士。

## 学术兼职
中国数学会理事，中国数学会奇异摄动专业委员会主任。